# Laccophilus carbonelli
Laccophilus carbonelli är en skalbaggsart som beskrevs av Guignot 1957. Laccophilus carbonelli ingår i släktet Laccophilus och familjen dykare. Inga underarter finns listade i Catalogue of Life.